# أندري سين
أندري سين (بالرومانية: Andrei Sin)‏ هو لاعب كرة قدم روماني في مركز الدفاع، ولد في 26 أكتوبر 1991 في بوخارست في رومانيا. لعب مع دينامو بوخارست ونادي بوليتكنيكا ياشي ونادي تارغو موريش ونادي فيتورول كونستانتا ونادي يونيفيرسيتاتيا كرايوفا.

## وصلات خارجية
- أندري سين على موقع قاعدة بيانات كرة القدم.إي يو (الإنجليزية)
- أندري سين على موقع Soccerway.com (الإنجليزية)
- أندري سين على موقع عالم كرة القدم.نت (الإنجليزية)